# Земський рух
Земський рух — загальна назва неоднорідних за спрямуванням політичних рухів, що набули поширення серед інтелігенції, яка була представлена в земських (див. Земства) установах чи комісіях або працювала за наймом на запрошення земських управ чи їхніх голів (лікарі, вчителі, інженери, статистики). Земські службовці з числа різночинців брали участь у революційно-народницькому та культурницькому рухах.
Земські ліберали виступали за збільшення селянських земельних наділів, зниження викупних платежів (див. Викупна операція 1861—1907), поліпшення становища с.-г. робітників тощо. Разом з тим вони загравали з царськими властями, висловлювали готовність по змозі боротися з «крамолою» під час сплесків революційного руху в 70-х рр. 19 ст., скликали нелегальні з'їзди та наради (1878, м. Ніжин, учасники О.Русов, О.Ліндфорс, М.Константинович та ін.).
Земські радикали виношували ідею створення таємної організації «Земський союз». На з'їзді в Харкові (1878) представник Чернігівського земства, яке було одним із найопозиційніших, І.Петрункевич (див. І. та М. Петрункевичі) порушив питання про об'єднання земців для спільної боротьби за повалення самодержавства. (Після з'їзду майже всі опозиціонери Чернігівської губернської управи були увільнені від роботи, дехто висланий в адміністративному порядку, зокрема І.Петрункевич, або потрапив під таємний нагляд поліції, як напр. О.Ліндфорс та О.Карпінський.) Наприкінці березня — початку квітня 1879 у Москві відбувся з'їзд земсько-ліберальної опозиції, на якому 30 представників від 16 земств обговорили проект конституційних реформ, але практичних кроків у цьому напрямі не було зроблено.
Найактивнішими учасниками З.р. в 70–80-х рр. 19 ст. були: у Катеринославській губернії — М.Корф, педагог, методист, організатор земської школи, керівник учительських курсів; у Полтавській — М.Долгоруков, земський лікар; у Таврійській — К.Вернер, статистик, агроном, економіст; у Херсонській — М.Уваров, лікар, засновник одного з перших губернських статистичних медичних бюро; у Чернігівській — В.Варзар, статистик, економіст, народник-пропагандист, І.Петрункевич, земський гласний, Є.Святловський, лікар, публіцист, видавець газети «Земский врач» (Чернігів), П.Червінський, статистик і публіцист.
1903 земські ліберали спільно з представниками інтелігенції заснували «Союз визволення» (оформився в січні 1904), який вимагав прийняття конституції і введення загального виборчого права в Росії; 1903 ліберальні поміщики заснували «Союз земців-конституціоналістів». Пізніше з цих організацій утворилися партії кадетів (див. Конституційно-демократична партія) та октябристів.